# Stormi Henley
Stormi Bree Henley (Crossville, Tennessee, 6 de diciembre de 1990), también conocida como Stormi Bree, es una modelo, actriz, cantante y concursante de belleza estadounidense. A la edad de 18 años, fue coronada Miss Estados Unidos Adolescente 2009.

## Biografía
Stormi es hija de Kip y Sissi Henley, tiene una hermana llamada Darbi Henley. Su padre es un experimentado golfista y ganador de reality, debido a esto Stormi también practicó golf en su etapa escolar, graduándose en 2009.
Henley tiene una hija, Gravity Blue Smith (27 de julio de 2017) con su exnovio Lucky Blue Smith.

## Carrera

### Miss Estados Unidos Adolescente
Henley ganó el título de Miss Tennessee Adolescente 2009 el 5 de octubre de 2008 after compitiendo en el concurso por primera vez.
En julio de 2009, Henley representó a Tennessee en el concurso nacional en Nassau, Bahamas.

### Música
Stormi audicionó en la temporada 10 de American Idol pero fue eliminada en la primera ronda en Hollywood.
En 2012 Henley se unió al grupo U.G.L.Y., firmando con la productora de Chris Brown,  CBE junto a los artistas Barry "Mijo" Bradford y Braxton Olita.
Protagonizó el videoclip de Borns, "I Don't Want U Back". Fue lanzando el 14 de febrero de 2018.

### Actuación
Stormi apareció en "Boyle's Hunch" (2015), la tercera temporada de Brooklyn Nine-Nine. En 2014 hizo de humanoide en 2307 Winter's Dream, una película de ciencia ficción.